# Porto da Fábrica da Baleia de São Roque do Pico
O Porto da Fábrica da Baleia de São Roque do Pico é uma instalação portuária portuguesa, localizada na freguesia do Cais do Pico, concelho de São Roque do Pico, ilha do Pico, arquipélago dos Açores.
Esta instalação portuária é principalmente usada para fins piscatórios e de recreio, no século passado esteve entre os locais de todos os Açores onde mais se fez a caça à baleia. Próximo a estas instalações existe o Cais de São Roque do Pico e o Porto Velho.